# 水口塔
水口塔，位于中国广东省河源市连平县上坪镇东阳村，为河源市连平县的一个县级文物保护单位，类型为古建筑，公布时间为1985年4月。
水口塔的历史年代为清代。